# Česká menšina na Slovensku

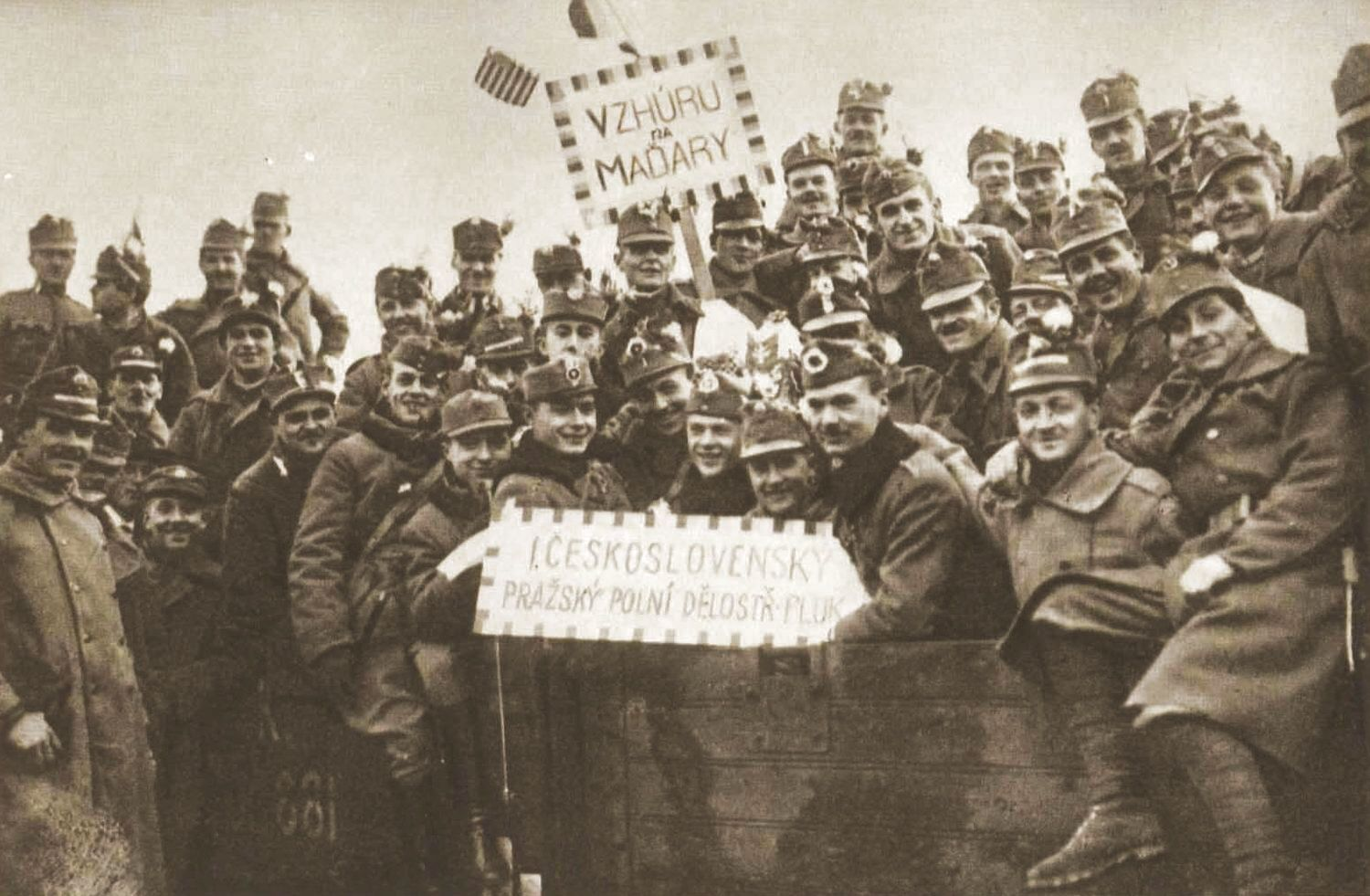
Vojáci 1. dělostřeleckého pluku z Prahy odjíždějí na jižní Slovensko bojovat v československo-maďarské válce

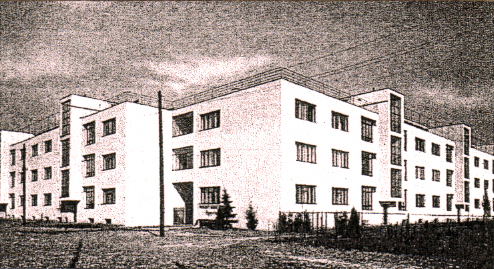
Obytný soubor košické kolonie bankovních úředníků, vybudované českým architektem Josefem Poláškem, ve kterém žily i rodiny českých bankovních úředníků

Česká národnostní menšina na Slovensku (slovensky Česká národnostná menšina) je označení obyvatel Slovenska, kteří se hlásí k české národnosti. Podle výsledků slovenského sčítání lidu žilo v roce 2011 na Slovensku 30 367 osob deklarujících českou národnost (0,6 % celkové populace), Česká národnostní menšina je tak čtvrtou nejpočetnější národnostní menšinou na Slovensku, po maďarské, romské a rusínské.
Česká menšina je rozmístěna po celém území Slovenska, největší koncentrace je však na západě země. Představuje ekonomicky aktivní populaci, s vysokým podílem vyššího vzdělání. Její příslušníci bydlí hlavně ve městech, pracují hlavně v dopravě a spojích, ve vědecké oblasti, školství, kultuře, zdravotnictví a armádě. Vzhledem k věkové struktuře české menšiny lze předpokládat, že její relativní zastoupení ve slovenské populaci se bude postupně snižovat. Malá část příslušníků české menšiny vykazuje již jako svůj mateřský jazyk slovenštinu.
Česká menšina na Slovensku vznikla dlouhodobou migrací z českých zemí do Horních Uher a později na Slovensko. Početně se rozšířila zejména po vzniku Československa. Po první vídeňské arbitráži odešly osoby české národnosti z území, které bylo Maďarsku touto arbitráží odstoupeno. Po vzniku samostatného Slovenského státu odchod české menšiny pokračoval a velká část osob české národnosti ze Slovenska dobrovolně či pod nátlakem odešla. Osoby české národnosti, které na Slovensku zůstaly, se ocitly v postavení neplnoprávných občanů. Po skončení druhé světové války se česká menšina opět začala rozrůstat. Poté se její početnost dále zvyšovala, její procentuální poměr ke slovenské populaci ale stagnoval. Po rozdělení Československa ze Slovenska několik tisíc osob české národnosti odešlo.

## Demografický vývoj

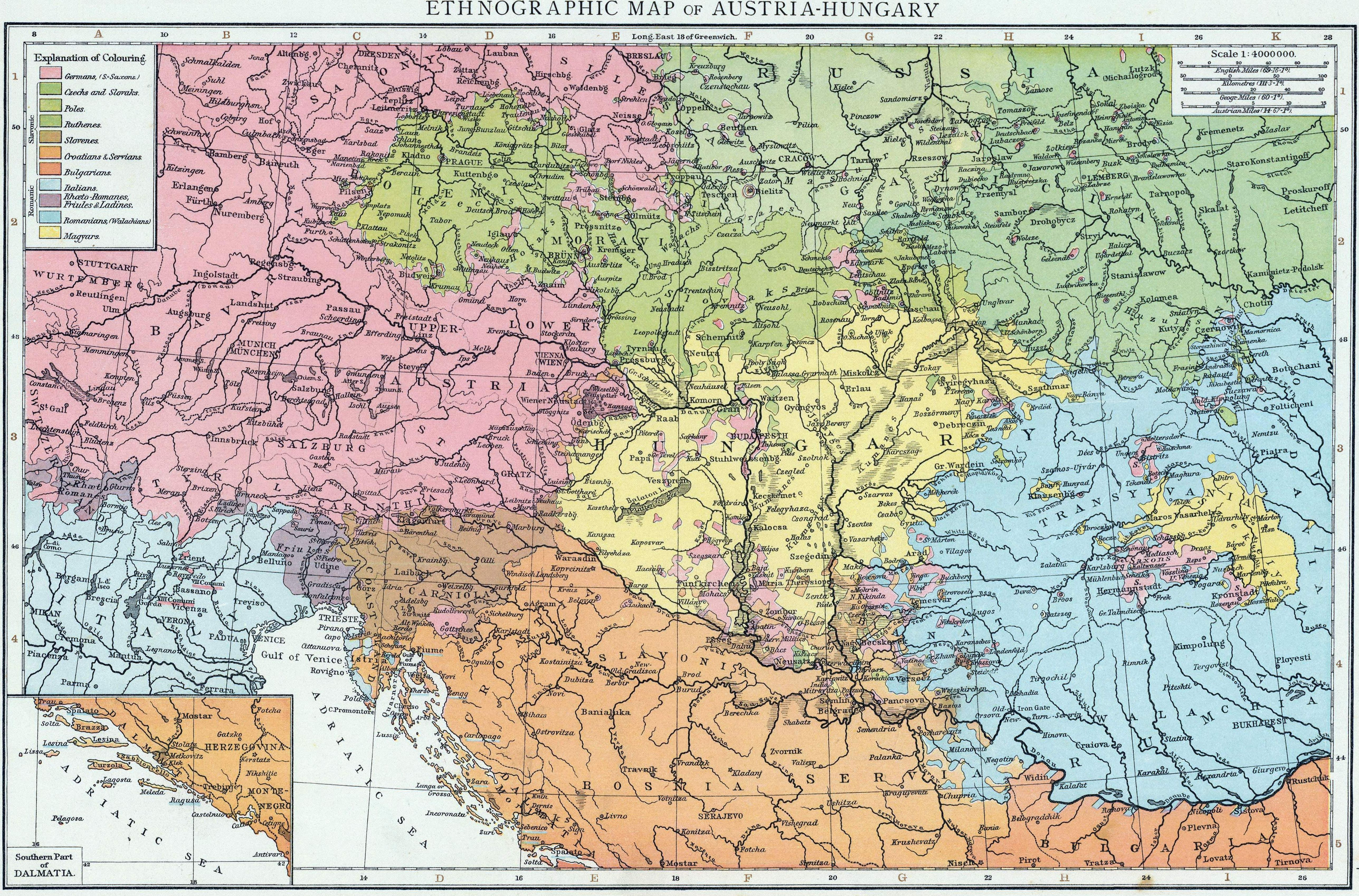
Národnosti v Uhersku podle sčítání lidu z roku 1890 (Češi a Slováci jsou vedeni v jedné kategorii („Czechs and Slovaks“))

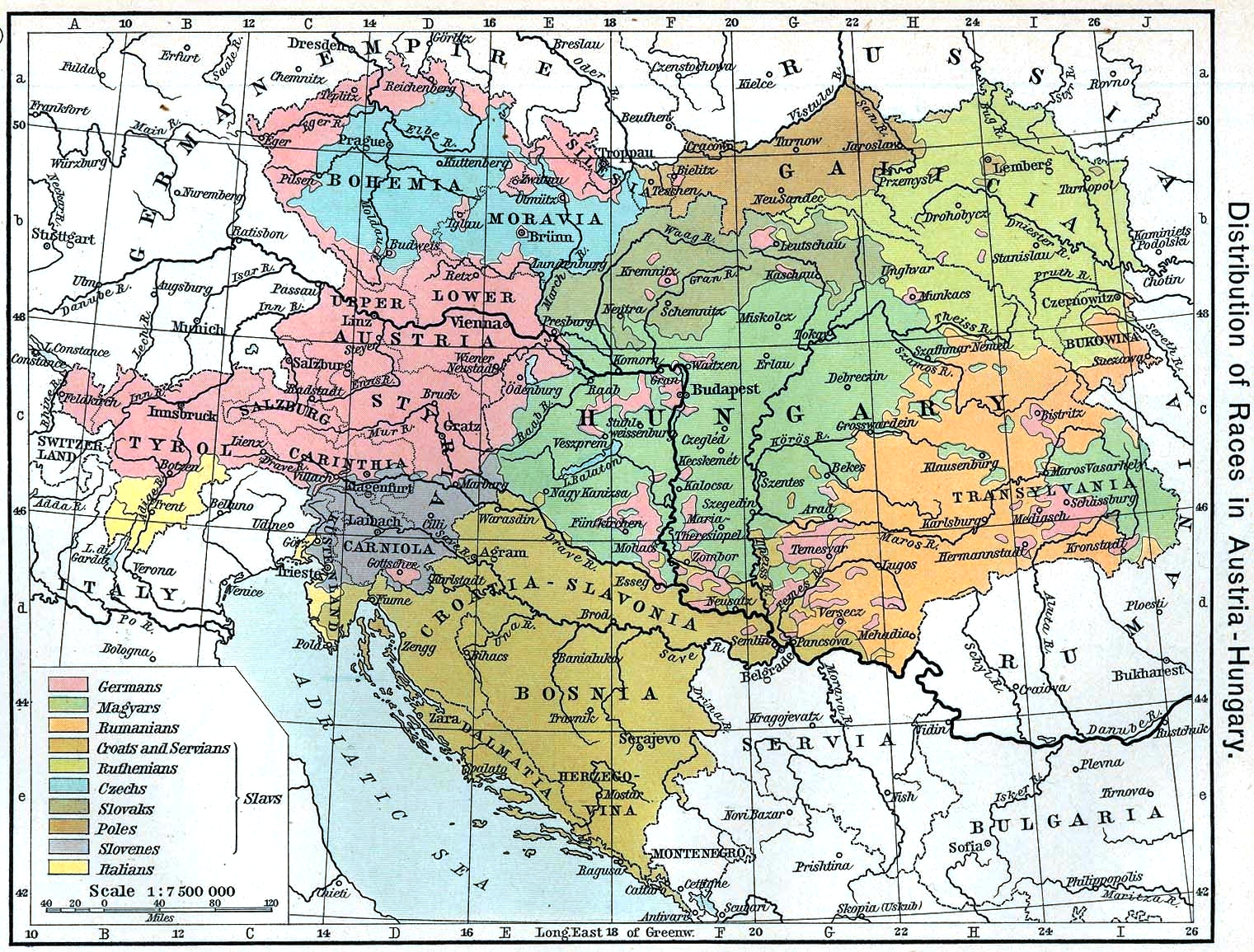
Národnosti v Uhersku podle sčítání lidu z roku 1911 (Češi a Slováci jsou vedeni již ve dvou oddělených kategoriích)

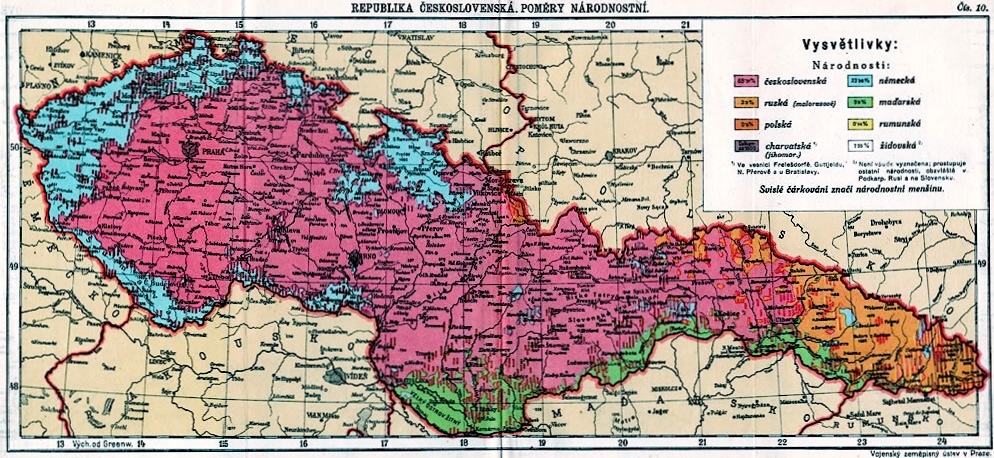
Národnostní mapa první Československé republiky (Češi a Slováci, přestože čsl. statistiky byly vedeny též odděleně pro oba národy, jsou uvedeni jako národ československý)

V rakouských a později rakousko-uherských sčítáních lidu nebyla česká národnost pro území Uher udávána. Při prvním československém sčítání lidu v roce 1921 se na Slovensku k české národnosti přihlásilo 72 635 osob (2,4 % obyvatelstva). V následujícím sčítání lidu v roce 1930 to bylo 121 696 osob (3,7 % obyvatelstva). V roce 1937 na Slovensku žilo 161 000 osob české národnosti. V roce 1940 bylo na Slovensku evidováno 17 443 osob české národnosti. V roce 1950 40 365 osob (1,2 % obyvatelstva). Podle sčítání lidu v roce 1991 se k české národnosti na Slovensku hlásilo 44 620 osob (0,8 % celkové populace). V následujícím sčítání lidu v roce 2001 to bylo 52 884 osob (1 % celkové populace).

## Dějiny
Česká menšina na Slovensku vznikla dlouhodobou migrací na území Slovenska. Na území Horních Uher odcházeli protestantští emigranti v 16. a 17. století, zejména z východních Čech a Moravy. V roce 1622 na území dnešního Slovenska utíkali novokřtěnci (habáni), roku 1624 i kněží podobojí.
Po vydání Obnoveného zřízení zemského (v roce 1627 pro Čechy a v roce 1628 pro Moravu) vystěhovalectví z českých zemí zesílilo. Čeští duchovní, měšťané a šlechtici se usazovali ve Skalici, Prešpurku, Púchově, Hlohovci, Kežmarku a jinde. Mnoho českých bratří se usadilo na uherské straně moravsko-uherského pohraničí, se střediskem v Púchově. Českým přistěhovalcům byla však odpírána svoboda víry s tím, že platí pouze pro slovenské evangelíky augšpurského a helvétského vyznání. Jejich situace se zlepšila až za Ferdinanda III. Aby unikli pronásledování, jednali o spojení s příbuznými evangelickými církvemi. Jazykově jim byla bližší slovenská církev augšpurského vyznání, věroučně však byli bližší maďarské reformované církvi. V roce 1645 uzavřeli smlouvu s maďarskou reformovanou církví, zůstali ale moravskou větví Českých bratří.
Další vlna českých exulantů utíkala do Horních Uher za vlády Josefa II. a v 19. století tam přicházeli i jednotlivci v době sociálně a ekonomicky motivované emigrace.
Po vzniku Československa se česká menšina na Slovensku rozrostla, a to zejména uzavíráním smíšených manželství a dalším přistěhovalectvím při obsazování míst ve státní správě, školství a zdravotnictví, na poštách, železnici a v armádě.
Po první vídeňské arbitráži museli odejít čeští kolonisté, kteří v rámci pozemkové reformy získali půdu na území jižního Slovenska, které bylo Maďarsku touto arbitráží odstoupeno. Po vzniku samostatného Slovenského státu pod patronací Německa odchod české menšiny pokračoval a velká část osob české národnosti ze Slovenska dobrovolně či pod nátlakem odešla. Osoby české národnosti, které na Slovensku zůstaly, se ocitly v postavení neplnoprávných občanů.
Po skončení druhé světové války se část vystěhovaných osob české národnosti na Slovensko vrátila a česká menšina se opět začala rozrůstat (40 365 osob a 1,2 % obyvatelstva v roce 1950). Poté se početnost české menšiny dále zvyšovala, její procentuální poměr ke slovenské populaci ale stagnoval na úrovni okolo 1 %. Po rozdělení Československa ze Slovenska několik tisíc osob české národnosti odešlo.

## Významní představitelé
- Vladimír Sýkora (dramatik)
- Martin Milan Šimečka